# مرصد تشاندرا الفضائي للأشعة السينية
مرصد شاندرا الفضائي للأشعة السينية  (بالإنجليزية: Chandra X-ray Observatory) هو مسبار لقياس الأشعة السينية القادمة من الأجرام السماوية أطلقته ناسا في 23 يوليو عام 1999وهو مسمى باسم عالم الفلك الأمريكي، الهندي الأصل سابرامانين تشاندراسخار. ويعرف شاندراسخار بتعيين حد شاندراسيخار، وهو الحد الأقصى لكتلة تكوّن قزم أبيض.
ويعتبر مرصد شاندرا الفضائي هو أحد أربعة من المسبارات التي أطلقتها ناسا لاكتشاف ودراسة الكون. وكان أولهم تلسكوب هابل الفضائي وهو يقيس الضوء المرئي بصفة أساسية، والثاني مرصد كومبتون لأشعة غاما وأطلق عام 1991، وأخيرا مقراب سبيتزر الفضائي الذي يحمله.
وقبل أقلاع مسبار شاندرا كان ذلك المرصد يسمى «جهاز القياس المتقدم لأشعة إكس» AXAF. وقد صمم AXAF وتم اختباره من شركة نورثروب غرومان لتكنولوجيا الفضاء المتواجدة بريدونو بيتش، كاليفورنيا.
ويتميز تلسكوب تشاندرا بحساسية عالية للاشعة السينية وهو أشد حساسية 100 مرة عن أي تلسكوب سبقه لقياس الأشعة السينية. يبلع طول التلسكوب نحو 13 متر ويزن نحو 8و4 طن.
ونرا لأن الغلاف الجوي للأرض يمتص معظم الأشعة السينية فإن تلك الأجرام التي تصدر أشعة إكس لا يمكن رصدها من تلسكوبات على الأرض، بل يلزمها تلسكوبات تخرج خارج الغلاف الجوي في هيئة مسبارات فضائية، وهذا ما تقوم به ناسا.

## اجهزته

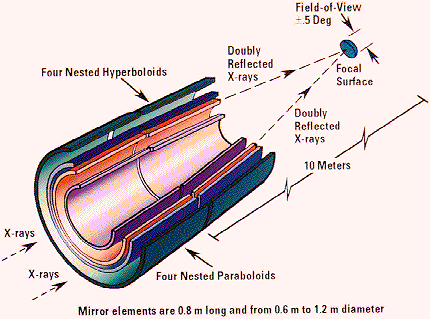
طريقة عمل تلسكوب الأشعة السينية ذو الأنابيب المخروطية بصلية الشكل تعمل على تجميع صورة في البؤرة.

أطلق مسبار شاندرا الذي يقوم بقياس الأشعة السينية التي تصدرها بعض الأجرام والظواهر السماوية بعد إطلاق ناسا ل تلسكوب هابل الفضائي الذي يصور الأجرام السماوية في حيز الضوء المرئي، وبعد أطلاق مرصد كومبتون لأشعة غاما. وقد قامت ناسا بإطلاق تلك المسبارات خلال برنامجها المسمى «برنامج المراصد الكبير». ويكمل تلك الثلاثة تلسكوبات الفضائية مقراب سبيتزر الفضائي الذي يقوم بقياس الأشعة تحت الحمراء.

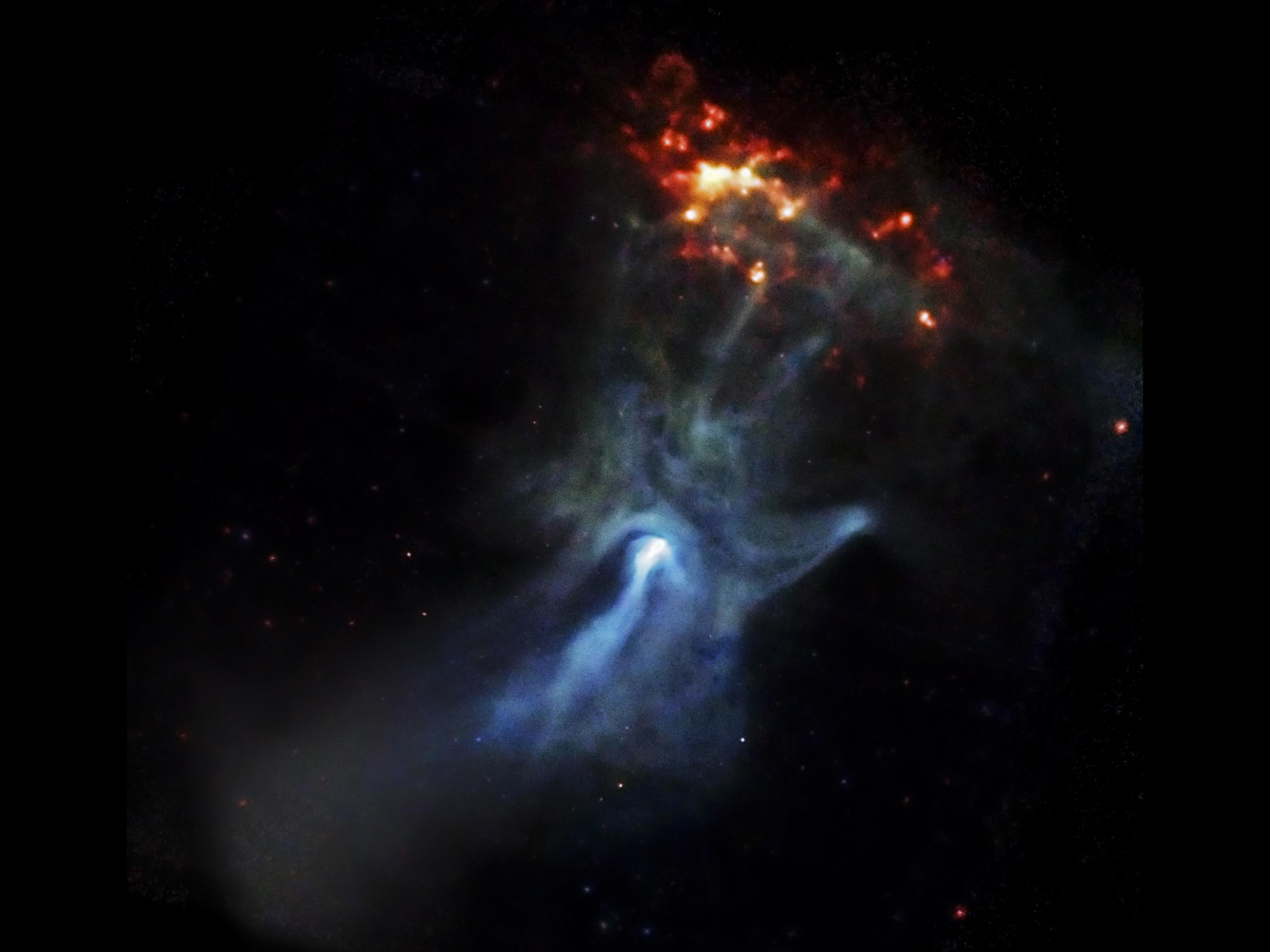
في هذه الصورة ل PSR B1509-58, تظهر الأشعة السينية منخفضة الطاقة باللون الأحمر، وذات الطاقة المتوسطة بالأخضر، والأشعة ذات الطاقة العالية باللون الأزرق.

ويقوم مرصد سميثسونيان الفلكي بالمتابعة العلمية لتك المراصد.
ومسبار شاندرا مزود بالأجهزة التالية:
- تلسكوب من نوع تلسكوب ولتر، ونظرا لعدم إمكانية العدسات أو المرايا البصرية العمل مع أشعة إكس، فنوع تلسكوب ولتر هو المناسب، وهو يتكون من أنابيب مخروطية معدنية متداخلة (تشبه البصلة الخضراء) تعمل على عكس الأشعة السينية عكسا كليا داخلها وتجميعها في بؤرة وبالتالي يمكنها تصوير الأجرام السماوية التي تشع أشعة إكس وأشعة غاما.
- عدد 2 مطياف ذو شبكات نفاذة في حيز الأشعة منخفضة الطاقة Low Energy Transmission Gratings Spectrometer.
- مطياف ذو شبكات نفاذة في حيز الأشعة عالية الطاقة HETGS
- مطياف تصوير رقمي متطور Advanced CCD-Sensor Imaging Spectrometer
- Advanced CCD-Sensor Imaging Spectrometer

وتبلغ دقة تصوير تلسكوب شاندرا 5و0 [[دقيقة قوسية|ثانية قوسية وهي حساسية تفوق كل تلسكوب سبقه لقياس أشعة إكس. وبالمقارنة فقد كانت دقة مسبار اشعة إكس السابق له وهو مسبار روزات ROSAT تيبلغ نحو 4 ثانية قوسية.

## نتائجه

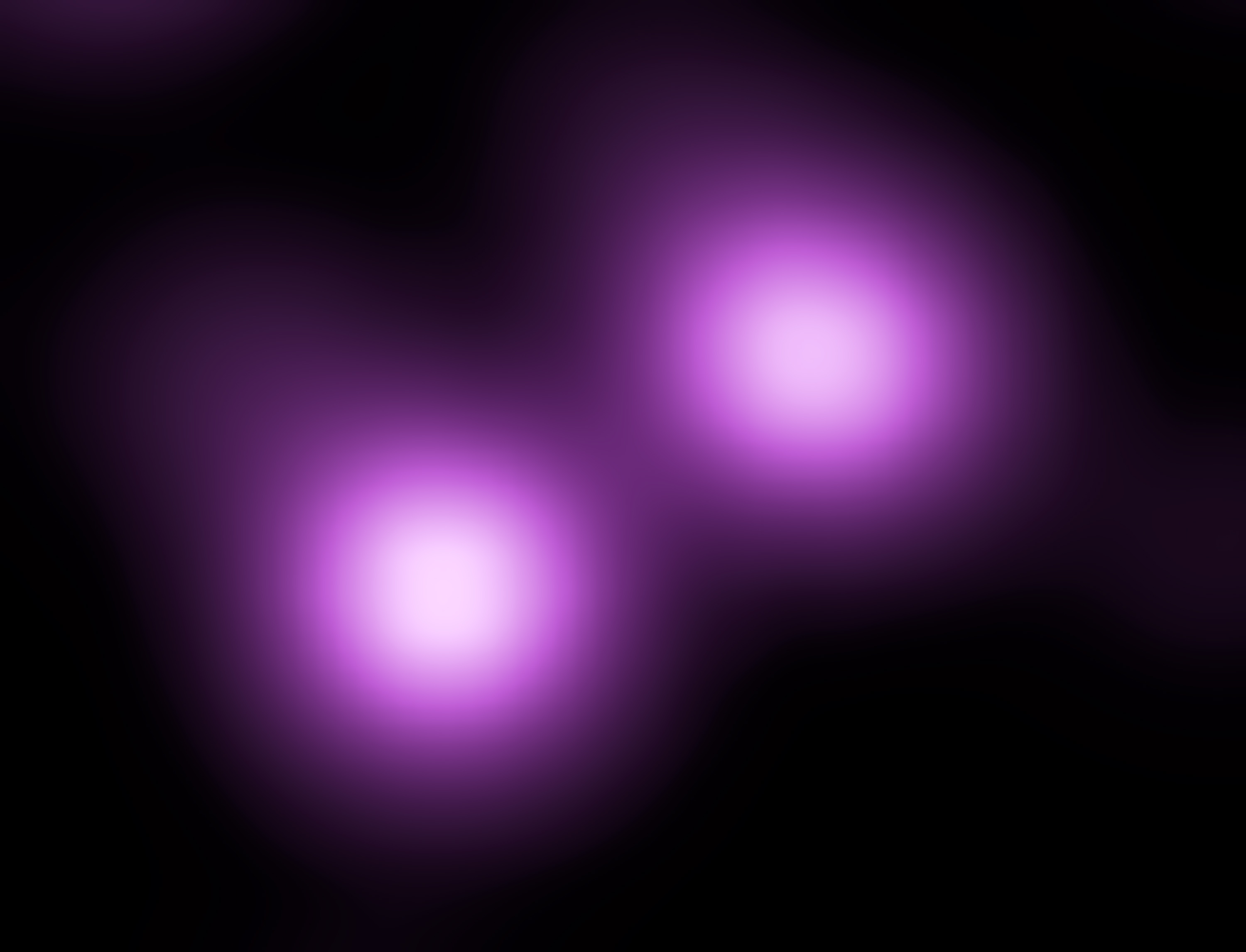
SN 2006gy (فوق إلى اليمين) والمجرة الأم NGC 1260 (اسفل إلى اليسار) في صورة زائفة الألوان طبقا لرصد شاندرا للاشعة السينية.

قدمت قياسات تلسكوب شاندرا تقدما كبيرا في مشاهدات الأشعة السينية للأجرام السماوية، منها:
- أول ضوء ينبعث من مستعر أعظم ذات الكرسي (كوكبة) وهي تعطي العلماء أول صورة لجرم كبير الكتلة يتوسط المستعر، وربما يكون نجما نيوترونيا أو ثقبا أسودا (Pavlov, et al., 2000)
- سديم العقرب وهو أيضا اشلاء مستعر أعظم، وبين تلسكوب شاندرا فيه حلقة لم تُرى من قبل حول نباض وموضحا انطلاق نفاثات جسيمات أولية منه لم تكن واضحة من قبل. (Weisskopf, et al., 2000)
- صور أول إصدار لأشعة إكس تنطلق من ثقب أسود عظيم الكتلة،(الرامي أ*)، يقع في مركز مجرة درب التبانة. (Baganoff, et al., 2001)
- عثر تلسكوب شاندرا على كميات أكبر من الغاز البارد في أذرع مجرة المرأة المسلسلة (مجرة)، كان يعتقد أن كمياتها أقل.
- شوهدت مقدمة ضغطية بكل تفاصيلها حدثت في مجرة Abell 2142، حيث تتداخل مجرات في تجمع المجرات.
- أثناء مستعر أعظم 1987 أي (عام 1987) شوهدت صورة للأشعة السينية الصادرة من موجة ضغطية فيه.
- رصد تلسكوب شاندرا لأول مرة التهام مجرة كبيرة لمجرة صغيرة، وذلك في صورة حامل رأس الغول أ.
- اكتشف تلسكوب شاندرا نوعا جديدا من الثقوب السوداء في مجرة مسييه 82

وهي أجرام متوسطة الكتلة بين كتلة الثقوب السوداء النجمية والثقوب السوداء الفائقة الكتلة. (Griffiths, et al., 2000)
- شوهد إصدار أشعة إكس ملازما لأول مرة لإصدار أشعة غاما في حالة المجرة Beethoven Burst GRB 991216 (Piro, et al., 2000)
- اكتشف نجما نيوترونيا في أشلاء المستعر الأعظم IC 443.
- اكتشف قزم بني سمى TWA 5B يدور تبع نظام مزدوج من النجوم شبيهة للشمس.
- تبين أنه مجموع نجوم النسق الأساسي تصدر أشعة سينية. (Schmitt & Liefke, 2004)
- كما قام بقياس ثابت هابل وتقديره 9و76 كيلومتر في الثانية لكل مليون فرسخ فلكي.
- رصد لفات أشعة أكس وحلقات حول أحد الثقوب السوداء الكبيرة في مسييه 87، تعبر عن وجود موجات ضغطية حدثت بشدة في مسييه 87.[5]

## اقرأ أيضا
| - إن جي سي 6240 - مقراب إكس إم إم نيوتن الفضائي - نوستار تلسكوب أشعة إكس - الشعرى اليمانية - تلسكوب فضائي - التلسكوب العظيم VLT - مقراب جيمس ويب الفضائي - مرصد ديناميكا الشمس - مرصد كيك - مرصد مولارد الراديوي - مقراب سبيتزر الفضائي | - مرصد سوبارو - مرصد جيميني - مرصد مونا كيا - استشعار عن بعد - مسبار فضائي - مصفوف المراصد العظيم VLA - نجم كواركات - قائمة الحقول العميقة - أرب 220 |  |